# Margaret Beaufort (1427–1474)
Margaret Beaufort (* um 1427; † 1474) war die Tochter von Edmund Beaufort, 1. Duke of Somerset (1405–1455), und Eleanor Beauchamp (1407/08–1466/68).
Sie war in erster Ehe mit Humphrey Stafford, Earl of Stafford (1424–1458/59), dem Sohn von Humphrey Stafford, 1. Duke of Buckingham, in zweiter Ehe mit Sir Richard Darell verheiratet. Aus der ersten Ehe stammt Henry Stafford, 2. Duke of Buckingham (1455–1483).